# Bartholomäus Haanen

Bartholomäus Haanen (1813–1895). Photographie von Leopold Haase & Comp., Berlin, um 1874

Bartholomäus Haanen (* 1. August 1813 in Neuss; † 18. Februar 1895 in Köln) war Kaufmann und Mitglied des Deutschen Reichstags.

## Leben und Wirken
Haanen besuchte das Quirinus-Gymnasium Neuss, absolvierte eine kaufmännische Ausbildung und war von 1836 bis 1851 Landwehroffizier. 1848 gehörte er dem Zeitungsverlag Rheinischen Volkshalle an (Mitbegründer in Köln) und war Schatzmeister des Katholischen Preßvereins. Ferner war er Mitglied im Verwaltungsrat des Kölner Central-Dombau-Vereins und Vorstandsmitglied des St. Marienhospitals.
Von 1871 bis 1893 war Haanen Mitglied des Reichstages für den Wahlkreis Regierungsbezirk Trier 4 (Saarburg-Merzig-Saarlouis) und von 1856 bis 1858, von 1863 bis 1866 und von 1873 bis 1893 Mitglied des Preußischen Landtags für den gleichen Wahlkreis für die Zentrumspartei.